# Municipio de Santo Domingo Chihuitán
El municipio de Santo Domingo Chihuitán es uno de los 570 municipios del estado mexicano de Oaxaca. Su cabecera es la localidad de Santo Domingo Chihuitán.

## Geografía
El municipio de Santo Domingo Chihuitán colinda al norte con los municipios de Santo Domingo Petapa y El Barrio de la Soledad; al este con el municipio de Ciudad Ixtepec; al sur con el municipio de Asunción Ixtaltepec; y al oeste con el municipio de Santiago Laollaga.

## Localidades
El municipio de Santo Domingo Chihuitán cuenta con doce localidades.
| Localidad                  | Población (2020) |
| -------------------------- | ---------------- |
| Santo Domingo Chihuitán    | 1373             |
| El Cerrito                 | 147              |
| Barrio Cheguigo Santa Cruz | 29               |

## Gobierno
| Presidente municipal       | Periodo   | Partido | Partido                              |
| -------------------------- | --------- | ------- | ------------------------------------ |
| René Rueda Ruíz            | 1993-1995 |         | Partido Revolucionario Institucional |
| Pedro Rueda Martínez       | 1996-1998 |         | Partido Revolucionario Institucional |
| Francisco Rueda Sibaja     | 1999-2001 |         | Partido Revolucionario Institucional |
| Mariano Pineda Rueda       | 2002-2004 |         | Partido de la Revolución Democrática |
| Rafael Rodríguez Cruz      | 2005-2007 |         | Partido Revolucionario Institucional |
| Carlos León Henríquez      | 2008-2010 |         | Partido Revolucionario Institucional |
| Felipe Nazariega Rivera    | 2011-2013 |         | Partido Revolucionario Institucional |
| Bernardo Palomeque Cruz    | 2014-2016 |         | Partido Revolucionario Institucional |
| Leónides Gutiérrez Álvarez | 2017-2018 |         | Partido del Trabajo                  |
| Rubén Ordaz Torres         | 2019-2021 |         | Nueva Alianza                        |
| Magdalena Rodríguez Cruz   | 2022-2024 |         | Partido Revolucionario Institucional |